# Dorylaimopsis hawaiiensis
Dorylaimopsis hawaiiensis är en rundmaskart som beskrevs av Allgen 1951. Dorylaimopsis hawaiiensis ingår i släktet Dorylaimopsis och familjen Comesomatidae. Inga underarter finns listade i Catalogue of Life.